# Running Red
Running Red  (br: Ameaça Vermelha) (pt: Comando Vermelho) é um filme estadunidense de 1999 dirigido por Jerry P. Jacobs.

## Sinopse
Integrantes de comando antidrogas lutam juntos, entram em conflito, separam-se por razões de método. Anos depois, o líder do grupo convocará o ex-amigo para uma nova missão. E este topará retomar a parceria, pois deseja vingar a morte do irmão.

## Elenco
- Jeff Speakman...Greg / Gregori
- Angie Everhart...Katherine
- Stanley Kamel...Alexi
- Elya Baskin...Strelkin